# Барбашов Костянтин Олексійович
Костянти́н Олексі́йович Барбашо́в — полковник Державної прикордонної служби України.

## З життєппису
Станом на травень 2013 року — начальник пункту контролю «Кучурган».
Станом на лютий 2017-го — заступник начальника відділу управління службою, штаб Південного регіонального управління.
Станом на січень 2021 року — начальник Херсонського прикордонного загону.

## Нагороди
26 липня 2014 року — за особисту мужність і героїзм, виявлені у захисті державного суверенітету та територіальної цілісності України, вірність військовій присязі під час російсько-української війни, — нагороджений орденом «За мужність» III ступеня.
15 червня 2022 року — за особисту мужність і самовіддані дії, виявлені у захисті державного суверенітету та територіальної цілісності України, вірність військовій присязі, — нагороджений медаллю «За військову службу Україні».